# Jornada Mundial da Juventude de 2019
A XXXIV Jornada Mundial da Juventude (ou apenas JMJ Panamá 2019) decorreu na Cidade do Panamá e foi anunciada pelo Papa Francisco em 31 de julho de 2016, ao final da missa de envio da XXXI Jornada Mundial da Juventude, em Cracóvia. Foi realizada pela primeira vez na América Central, entre os dias 22 e 27 de janeiro de 2019.
O hino do evento recebeu o nome Hágase en mí, según tu palabra (em português:  Faça-se em Mim Segundo a Tua Palavra), e foi lançado pelo arcebispo da Cidade do Panamá, Dom José Domingo Ulloa Mendieta, no dia 3 de julho de 2017, na capital panamenha.

## Anúncio
O anúncio foi feito pelo Papa Francisco na missa de envio da Jornada Mundial da Juventude em Cracóvia, em 31 de julho de 2016. O presidente do Panamá, Juan Carlos Varela acompanhou o anúncio.
Francisco também disse que não sabe se ele estaria nesta jornada como o sucessor de Pedro: "Não sei se vou estar no Panamá, mas Pedro estará". Algo que ele voltou a dizer ao fim desta Jornada, após o anúncio de que Portugal seria a próxima sede, na JMJ 2023.

## Tema e lema
"Eis a serva do Senhor; Faça-se em mim segundo a Vossa Palavra" (Lc 1,38), foi o tema da Jornada, anunciado em 22 de novembro de 2016, e teve como eixos principais a Virgem Maria e a Vocação. Também coincide com os resultados da XV Assembleia Geral Ordinária do Sínodo dos Bispos sobre juventude, fé e discernimento vocacional, realizado em 2018.

## Logo e hino

### Logo
Em 14 de maio de 2017, o logotipo da JMJ 2019 foi revelado durante uma reunião eucarística. O design foi escolhido entre 103 propostas submetidas à Arquidiocese do Panamá, em um concurso que foi conquistado por Ambar Calvo, estudante de arquitetura. O Canal do Panamá aparece como um símbolo da jornada que os peregrinos viajam para Jesus guiado por Maria. A cruz do peregrino também aparece. Os pontos significam duas coisas: são a coroa da Virgem, mas também os peregrinos que estão a caminho da viagem dos 5 continentes.

### Hino
Como o logotipo, a criação e edição do hino oficial foi submetida a um concurso, onde várias propostas foram apresentadas à Arquidiocese do Panamá, que foi conquistada por Abdiel González. No dia 3 de julho, durante o XLVII Jantar de Pão e Vinho, realizado no Centro de Convenções ATLAPA, foi apresentado a cerca de 3000 pessoas, juntamente com a presença dos bispos panamenhos e do presidente Juan Carlos Varela. O arcebispo de Panamá, José Domingo Ulloa Mendieta, disse que "este hino expressa a missão a que nos chamamos de discípulos e missionários nestes tempos, seguindo o exemplo da Virgem Maria".

## Jornada
O principal centro de eventos da Jornada foi o Campo Santa Maria La Antigua. A Cidade do Panamá ofereceu aos peregrinos, paralelamente aos eventos da JMJ, o Parque do Perdão Renova-me, localizado no Parque Recreativo Omar Torrijos, espaço para os jovens terem acesso a uma feira vocacional Segue-me. Entre os dias 22 e 25 de janeiro, especialmente os períodos da tarde foram marcados por shows e apresentações de diversas bandas católicas, chamado "Festival da Juventude", o qual contou com 33 sedes, 7 palcos oficiais, 5 palcos satélites, além de outros pontos de apresentações de dança e teatro, exposições de artes plásticas, pinturas e fotografia, e um espaço gastronômico. Dentre os mais de 20 artistas confirmados, aparecem como headliners o canadense Matt Maher, o padre australiano Rob Galea, os vencedores do Grammy 2018 Alfareros, as freiras de rock Siervas e a banda brasileira Missionário Shalom. Foi montado também um parque temático chamado “Cristonautas”. O tema das migrações foi muitas vezes referido pelo Papa durante esta jornada, a que assistiram muitos jovens venezuelanos, numa altura em que o país passa por uma grave crise política e social.

### Primeiro dia (22 de janeiro)
Abertura
Iniciam-se os eventos durante o dia, com no Parque do Perdão, na feira vocacional e no parque Cristonautas. Foi celebrada a Cerimônia de Abertura da Jornada, no Campo Santa Maria La Antigua. Na homilia, o Arcebispo do Panamá e presidente da Conferência Episcopal do país, Dom Ulloa, deu as boas-vindas aos peregrinos, afirmando que "Nossa alegria é imensa diante da presença de todos vocês. Hoje os recebemos com o coração e os braços abertos. Obrigado por aceitar o chamado de nos encontrar neste pequeno país, no qual a fé chegou de mãos dadas com a Virgem Maria, sob o título de Santa Maria La Antigua. Um país que fez seu maior esforço para que cada um de vocês tivesse um encontro com Jesus Cristo: Caminho, Verdade e Vida." O arcebispo lembrou que o Panamá é a primeira diocese em terra firme das Américas, de onde se irradiou o Evangelho para o restante do continente americano, e falou da gratidão a Deus por serem sede desta JMJ: "Nosso povo está pronto para recebê-los, para compartilhar suas tradições, a riqueza multiétnica e pluricultural, mas de forma muito especial, compartilhar a alegria da fé em um Deus, que está atuando entre nós, em nossa história pessoal e comunitária".

### Segundo dia (23 de janeiro)
Catequeses
Ocorreu o primeiro dia das catequeses dos peregrinos com os bispos.
Chegada do Papa ao Panamá
O Papa Francisco partiu do aeroporto de Roma rumo ao Panamá no dia 23 de janeiro. A viagem inclui percorrer 9.500 km, 13 horas de voo e sobrevoar 10 países. O avião papal aterrissou no Aeroporto da Cidade do Panamá às 16h30 do mesmo dia, horário local. O Sumo Pontífice foi recebido pelo presidente panamenho, Juan Carlos Varela, pelos bispos locais e por cerca de dois mil jovens, que cantavam a conhecida frase em espanhol "Esta es la juventud del Papa" ("Esta é a juventude do Papa"). Não foram feitos discursos ou pronunciamentos nesta noite, apenas os hinos do Vaticano e do Panamá. Francisco se transferiu para a sede da Nunciatura Apostólica, onde se hospedou durante todo o evento. Milhares de pessoas se reuniram ao longo das avenidas da capital do país para saudar o Santo Padre.
Parque do Perdão
Ocorreu também uma procissão da imagem peregrina da Virgem de Fátima, que havia chegado de Portugal no dia anterior, e logo depois a santa missa, presidida pelo arcebispo, Dom Ulloa, que teve o intuito de inaugurar o Parque do Perdão, no qual foram instalados 200 confessionários para que os jovens peregrinos pudessem receber o Sacramento da Reconciliação. "Aqui milhares de jovens virão para ouvir do Senhor do amor, do perdão, que uma nova vida começa", afirmou o arcebispo, que também assegurou que "a grande maioria dos jovens não sairá da Jornada Mundial sem passar por esses confessionários". Os 200 confessionários foram instalados, fabricados por 35 detentos do complexo penitenciário La Joya. Após a inauguração, Dom Ulloa foi o primeiro a se confessar, dizendo que é "um pecador redimido pela misericórdia de Deus. Verdadeiramente confessar me ajuda muito, especialmente nesta época que eu terei que ajudar na reconciliação de muitos na sexta-feira que estarei com o Santo Padre confessando os jovens do centro de detenção".

### Terceiro dia (24 de janeiro)
Recepção das autoridades
Este dia se iniciou com as boas-vindas ao Papa Francisco no Palacio de Las Garzas, recebido pelo presidente panamenho, a quem ele deu uma imagem de Santa Maria La Antigua, em seu primeiro evento oficial. Além do presidente, Francisco foi recebido pela primeira-dama Lorena Castillo, o cardeal José Luis Lacunza e o arcebispo do Panamá, José Domingo Ulloa. Mais tarde se reuniu com membros do Ministério de Relações Exteriores e com bispos centro-americanos.
Catequeses
Ao mesmo tempo em que havia o encontro das autoridades, os peregrinos da Jornada se reuniam nas suas respectivas catequeses pelo segundo dia, cujo tema foi "Eis aqui a serva do Senhor".
Cerimônia de abertura
A cerimônia oficial de abertura da JMJ se iniciou neste dia. Em seu discurso diante de milhares de jovens no Campo Santa Maria la Antigua, o Papa pronunciou aos jovens:

Sei que, para chegar aqui, não foi nada fácil. Conheço os esforços, os sacrifícios que fizestes para poderdes participar nesta Jornada. Muitos dias de trabalho e dedicação, encontros de reflexão e oração, cuja recompensa é, em grande medida, o próprio caminho. O discípulo não é apenas aquele que chega a um lugar, mas quem começa com decisão, quem não tem medo de arriscar e pôr-se a caminho.— Papa Francisco aos jovens na cerimônia de abertura

### Quarto dia (25 de janeiro)
Catequeses
Ocorreram as catequeses pelo último dia, cujo tema foi "Faça-se em mim segundo a tua vontade".
Las Garzas
O Pontífice esteve com 180 jovens privados de liberdade no Centro de Cumprimento de Menores, em Las Garzas. O Papa foi acolhido pelo arcebispo Dom Ulloa, e pela diretora nacional do Instituto de Estudos Interdisciplinares, Emma Alba Tejeda. Os jovens apresentaram ao Santo Padre o canto "A oração do pobre". Francisco também ouviu um testemunho do interno Luis Oscar Martínez:

Minha vida tem sido difícil: quando eu tinha um ano de idade, meu pai abandonou minha mãe. Ela seguiu na batalha da vida, não só comigo, mas com minha irmã e meu irmão. Quando eu estava crescendo, senti que algo estava faltando, que havia um vazio dentro de mim. Hoje eu sei que esse algo que faltava era a voz de um pai que me guiava com amor. Em 2015, Deus tocou meu coração e tomei a decisão de aceitar a Cristo como meu Senhor e Salvador. Naquele dia eu tive pai novamente. Mas algum tempo depois eu tropecei e cometi um delito. Eu não imaginei que isso teria sérias consequências, como perder parte da minha família, meus estudos e estar em um lugar como esse. [...]. Eu também gostaria de agradecer. Eu o agradeço porque, como servo do nosso Senhor Jesus, quis aproveitar para ouvir um jovem privado de liberdade como eu. Não há palavras para descrever a liberdade que sinto neste momento.— Luis Oscar Martínez ao Papa Francisco
O Papa presidiu o momento com os jovens reclusos. Ele destacou o Evangelho de São Lucas (Lc 15,2) na homilia, quando os fariseus e escribas tentavam desqualificar Cristo por sentar à mesa junto com aqueles que eram considerados pecadores.

Jesus não tem medo de se aproximar daqueles que, por inúmeras razões, carregavam o peso do ódio social, como no caso dos publicanos – lembremo-nos de que os publicanos se enriqueciam roubando o seu próprio povo, provocando muita indignação – ou o peso das suas culpas, erros e enganos, como no caso daqueles que eram conhecidos por pecadores. Ele faz porque sabe que, no céu, há mais alegria por um só pecador convertido do que por noventa e nove justos que não precisam de conversão. [...]. Comendo com publicanos e pecadores, Jesus quebra a lógica que separa, exclui, isola e divide falsamente entre bons e maus.— Homilia do Papa aos internos de Las Garzas
Após a Liturgia Penitencial, alguns dos jovens privados de liberdade puderam se confessar com o Santo Padre e alguns bispos. Em seguida, o Papa também cumprimentou outros 30 detentos que participaram da fabricação dos 250 confessionários utilizados na JMJ Panamá. O Papa Francisco deu uma escultura de ferro de Cristo na Cruz contornado por ramos de oliveira aos internos.
Via Sacra
Já no período da noite, cerca de 400 mil pessoas participaram da Via Sacra, que foi presidida pelo Papa, e realizada no Campo Santa Maria la Antigua. O tema escolhido para este momento foi "realidade dos jovens e a Igreja Mártir".
Jovens da América Latina fizeram as orações das 14 estações que retratam a caminhada de Cristo ao Calvário, lembrando dos sofrimentos presentes hoje no mundo todo. Os jovens do Brasil, por exemplo, fizeram a oitava estação, da passagem do Evangelho de Marcos 15,21 sobre Cireneu, iluminados pela mensagem "que a cruz dos outros seja a nossa cruz. Sejamos solidários e levemos com amor a imensa cruz do mundo", que pedia para que os jovens que se sentem derrotados não percam a esperança.
Em sua reflexão, o Pontífice afirmou:
O caminho de Jesus para o Calvário é um caminho de sofrimento e solidão que continua em nossos dias. Ele caminha e sofre em tantos rostos que padecem a indiferença satisfeita e anestesiante da nossa sociedade que consome e se consome, que ignora e se ignora na dor de seus irmãos. [...]. Também nós, amigos do Senhor, nos deixamos levar pela apatia e inatividade. Tantas vezes nos derrotou e paralisou o conformismo. Foi difícil reconhecer o Senhor no irmão sofredor: desviamos o olhar, para não ver; refugiamo-nos no barulho, para não ouvir; tapamos a boca, para não gritar. Ser amigo nas vitórias e na glória, no sucesso e no aplauso. É mais fácil estar próximo a quem é considerado popular e vencedor.— Reflexão do Papa Francisco na Via Sacra
A conclusão do belo discurso do Papa foi:

Queremos ser uma Igreja que apoia e acompanha, que sabe dizer: estou aqui, na vida e nas cruzes de tantos cristos que caminham ao nosso lado.— Papa Francisco na Via Sacra

### Quinto dia (26 de janeiro)
Basílica
O Papa Francisco presidiu logo pela manhã a Missa de consagração do altar da Catedral Basílica de Santa Maria la Antigua. Participaram da missa sacerdotes, consagrados e movimentos de leigos do Panamá. Durante celebração, o Papa realizou o rito de dedicação do altar da catedral, onde relíquias de três santos latino-americanos foram colocadas: Santa Rosa de Lima, Santo Óscar Romero, São Martinho de Porres, além de um santo polonês, São João Paulo II. Com este ato litúrgico, esta se tornou a primeira catedral da América cujo altar foi consagrado por um pontífice.
Almoço
À tarde o Santo Padre almoçou, de forma privada, no Seminário Maior de São José com um grupo de 10 jovens que participam da JMJ; 5 rapazes e 5 moças, de diferentes nacionalidades representando os 5 continentes.
Vigília
Após isso, no horário da noite, encerrando o dia 26, o Papa presidiu a vigília com cerca de 600 mil jovens, no Campo São João Paulo II. A imagem peregrina de Nossa Senhora de Fátima esteve presente durante todo o evento. A multidão foi convidada a ouvir três testemunhos: o primeiro foi o de Erika de Bucktron, mãe de quatro filhos, sendo que a mais nova tem síndrome de Down, sendo que foi recomendado a ela realizar um aborto desta última; o segundo testemunho foi de Alfredo Martínez Andrión, 20 anos, que foi coroinha em sua infância, mas a pobreza de sua família o forçou a deixar a escola para trabalhar. Ele caiu nas drogas e foi preso, encontrando ajuda na Fundação São João Paulo II ; por fim, veio o testemunho de Nirmeen Odeh, 26 anos, da Palestina, que reconheceu que, embora fosse batizada, por causa do lugar onde morava, achava melhor estar longe do cristianismo. No entanto, na JMJ de Cracóvia, em 2016, ela descobriu o amor de Jesus. Mais tarde, através de livros como Confissões, de Santo Agostinho, fortaleceu sua fé. Após os testemunhos, Francisco fez um discurso, assegurando aos jovens:
Maria é a influencer de Deus. Com poucas palavras, soube dizer ‘sim’, confiando no amor e nas promessas de Deus, única força capaz de fazer novas todas as coisas.— Discurso do Papa Francisco na Vigília

### Sexto dia (27 de janeiro)
Missa de encerramento
O Papa Francisco iniciou seu dia com a missa de encerramento da JMJ. No início da celebração, o Papa foi recebido pelo arcebispo do Panamá, Dom José Domingo Ulloa Mendieta, que agradeceu pela oportunidade dada ao país de organizar esta XXXIV edição da  JMJ:

Obrigado por ter-nos permitido preparar e celebrar esta Jornada com sabor mariano, com um estilo americano e caribenho, com espaços de oração, formação, renovação e conversão pastoral. Como fruto da JMJ, nossa Igreja na América Central está fortalecida em sua estrutura pastoral, em sua comunhão eclesial e mais viva em seu compromisso missionário, para assim anunciar com paixão o Evangelho.— Dom José Domingo Ulloa Mendieta ao Papa Francisco
O Pontífice convidou os jovens a assumirem seu "chamado missionário agora, e não no futuro, seguindo o exemplo de Maria que disse 'Faça-se em mim segundo a tua palavra'." Estiveram presentes na celebração cerca de 720 mil peregrinos no Campo São João Paulo II – Metro Park. Foi refletida na homilia a passagem do Evangelho que inicia a vida pública de Jesus, ao afirmar na sinagoga que a profecia de Isaías havia se cumprido. "Jesus revela o agora de Deus, que vem ao nosso encontro para nos chamar, também a nós, a tomar parte no seu agora de ‘anunciar a Boa Nova’”.
Nem sempre acreditamos que Deus possa ser tão concreto no dia-a-dia, tão próximo e real, e menos ainda que Se faça assim presente agindo através de alguém conhecido, como um vizinho, um amigo, um parente. Não é raro comportarmo-nos como os vizinhos de Nazaré, preferindo um Deus à distância: magnífico, bom, generoso mas distante e que não incomode. Porque um Deus próximo no dia-a-dia, amigo e irmão pede-nos para aprendermos proximidade, presença diária e, sobretudo, fraternidade. (…) Deus é real, porque o amor é real; Deus é concreto, porque o amor é concreto.— Homilia do Papa Francisco na missa de encerramento da JMJ 2019
Ao fim da missa, o Papa fez uma oração a Nossa Senhora, entregando os jovens do mundo inteiro, e se despediu dos peregrinos, fazendo o anúncio do local da próxima JMJ, a de 2022, realizada em Lisboa, Portugal:
A vocês, queridos jovens, um grande ‘obrigado’! A vossa fé e alegria fizeram vibrar o Panamá, a América e o mundo inteiro. Estamos a caminho: continuai a caminhar, continuai a viver a fé e a partilhá-la. Não vos esqueçais que não sois o amanhã, não sois o ‘entretanto’, mas o agora de Deus. Já foi anunciado o local da próxima Jornada Mundial da Juventude. Peço-vos para não deixar resfriar o que vivestes nestes dias. Regressai às vossas paróquias e comunidades, às vossas famílias e aos vossos amigos, e transmiti esta experiência, para que outros possam vibrar com a força e o sonho que tendes em vós. Com Maria, continuai a dizer ‘sim’ ao sonho que Deus semeou em vós.— Encerramento da JMJ 2019 pelo Papa Francisco
Estiveram presentes nessa missa os presidentes do Panamá, Juan Carlos Varela; da Costa Rica, Carlos Alvarado; da Colômbia, Iván Duque; da Guatemala, Jimmy Morales; de El Salvador, Salvador Sánchez Cerén; e de Honduras, Juan Orlando Hernández.
Casa do Bom Samaritano
Após a missa, o Papa se dirigiu à Casa Bom Samaritano, presenteando o lugar com uma imagem do Bom Pastor.
Encontro com voluntários e despedida
Em seu último compromisso no Panamá, encontrando os 19.500 voluntários da Jornada, o Papa pronunciou um discurso com o qual concluiu sua visita ao país. Três desses jovens fizeram um breve discurso ao Papa, manifestando suas experiências de voluntariado e participação na JMJ. O arcebispo Dom Ulloa, também apresentou uma breve mensagem, agradecendo ao Papa pelo seu exemplo e assegurando as orações pelo Pontífice. "Conte com a oração desta juventude", disse. Após o discurso o Papa também despediu-se das autoridades, e após, embarcou de volta para Roma.

## Patronos e intercessores
| Três patronos da JMJ 2019: A pintura de São João Bosco, a Beata María Romero Meneses e São João Paulo II |
| Três patronos da JMJ 2019: A pintura de São João Bosco, a Beata María Romero Meneses e São João Paulo II |

- Santo Óscar Arnulfo Romero
- Santa María la Antigua
- São José Sánchez del Río (Mártir cristão)
- São Juan Diego (Mensageiro da Virgem de Guadalupe)
- Beata María Romero Meneses (Religiosos das filhas de Maria Auxiliadora. Fundador de obras sociais para os mais necessitados)
- São João Bosco (Patrono da juventude)
- São João Paulo II (Iniciador da JMJ)
- São Martinho de Porres (Dominicano. Primeiro santo negro da América)
- Santa Rosa de Lima (Mística. Primeira santa da América)[48]